# Boulevard de la Villette
Le boulevard de la Villette est une voie des 10e et 19e arrondissements de Paris.

## Situation et accès
Ce boulevard du nord parisien sépare, sur la longueur de son tracé, le 10e arrondissement du 19e.

## Origine du nom
Le boulevard de la Villette porte le nom de l'ancienne commune de La Villette auquel il conduisait avant son annexion par Paris en 1860.

## Historique

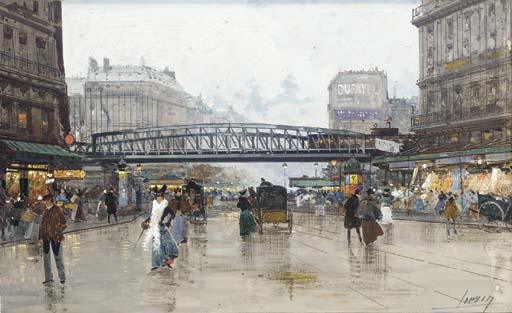
Le boulevard vers 1900, par Eugène Galien-Laloue).

Cette ancienne voie des communes de Belleville et de La Villette prend son nom actuel en 1864.
Anciennement, c'était :
- à l'extérieur de l'ancien mur d'octroi :
  - le boulevard de la Chopinette, pour la partie située entre les actuelles rues de Belleville et Rébeval ;
  - le boulevard du Combat, pour la partie située entre les actuelles rue Rébeval et place du Colonel-Fabien ;
  - les boulevards de la Butte-Chaumont et de Strasbourg pour la partie située entre les actuelles place du Colonel-Fabien et avenue Secrétan ;
  - le boulevard de la Villette pour la partie située entre les actuelles avenue Secrétan et rue d'Aubervilliers.
- à l'intérieur de l'ancien mur d'octroi :
  - le chemin de ronde de la Chopinettes pour la partie située entre les actuelles rues du Faubourg-du-Temple et du Buisson-Saint-Louis ;
  - le chemin de ronde du Combat pour la partie située entre les actuelles rue du Buisson-Saint-Louis et place du Colonel-Fabien ;
  - le chemin de ronde de la Butte-Chaumont, anciennement appelé « chemin de ronde de la Boyauterie » pour la partie située entre les actuelles place du Colonel-Fabien et rue La Fayette ;
  - le chemin de ronde de la Villette  pour la partie située entre les actuelles rues La Fayette et du Château-Landon.

Le boulevard est créé en 1864 sur l'ancien mur des Fermiers généraux.
Cet ensemble qui était alors percé de quatre portes voit l'installation en septembre 1871 de la première des 80 fontaines offertes à la ville de Paris par sir Richard Wallace, et qui prendront plus tard le nom de fontaines Wallace.
La partie de ce boulevard située entre la rue d'Aubervilliers et l'avenue de Flandre s'est appelée « boulevard de Bruxelles ».
En 1945, le boulevard est amputé et donne naissance à : 
- la place de Stalingrad qui a pris en 1993 le nom de place de la Bataille-de-Stalingrad ;
- la place du Colonel-Fabien.

En 1992 et 1993 des travaux de réaménagements de la rue de Flandre en avenue conduisent à la destruction d'immeubles boulevard de la villette pour agrandir le croisement.

## Bâtiments remarquables et lieux de mémoire
- Au no 57, Paco Rabanne ouvre en 1983 un site qui comprend plateaux de danse, salles de répétition, studio d’enregistrement et galeries. 350 artistes, parmi lesquels JoeyStarr, Kool Shen et Vincent Cassel, y ont travaillé[3].
Siège social de Xilam.

- Au no 60 : École nationale supérieure d'architecture de Paris-Belleville, anciennement site du lycée Diderot.
- Au no 80 se trouvait le lavoir du boulevard de la Villette, mentionné en 1887 dans un compte-rendu de la Mi-Carême publié dans Le Petit Journal[4].
- Au no 81 est installée la bibliothèque François-Villon[5].
- Au no 100 : une plaque rappelle que le colonel Fabien et son père, Félix Georges, ont vécu à cette adresse.
- Au no 210 se trouvait la boutique A l'Ouvrier[6], fondée en 1905. L'immeuble du 210 a été frappé d'alignement par la mairie en 1992 et a été détruit en 1993[7] à la suite des travaux d'agrandissement de la rue de Flandre qui devient avenue. Toujours en activité la boutique déménage de nouveau en 2022 au 92 rue de Turenne[8] 75003, et on peut y voir à l'intérieur une belle photo du boulevard de la villette avec la boutique d'origine visible au début du siècle, en référence à son premier emplacement.
- No 214 : face à ce numéro, la première fontaine Wallace est inaugurée le 17 août 1872[9].

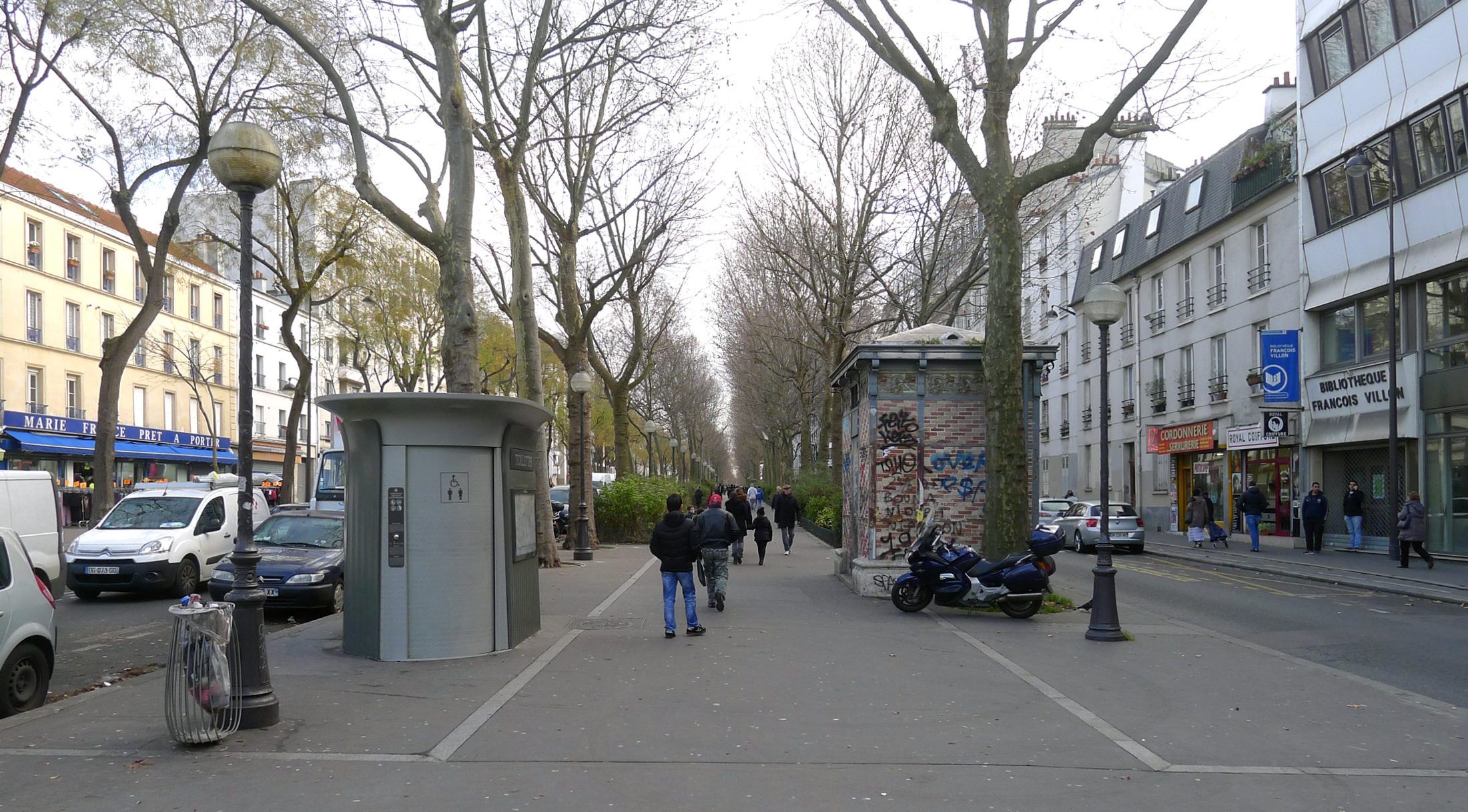
Le boulevard de la Villette à proximité de la place du Colonel-Fabien ; à gauche le 19e et à droite le 10e.
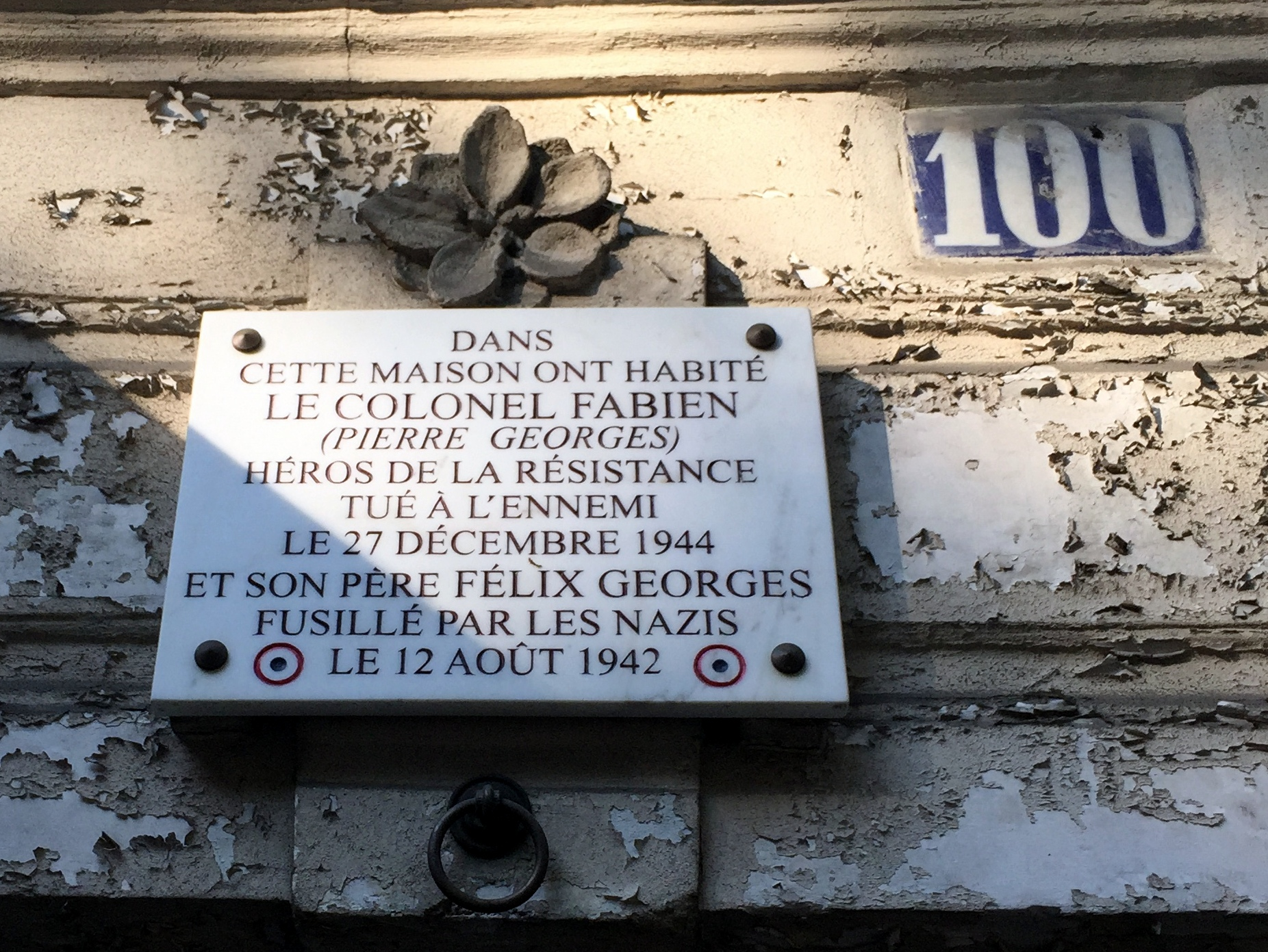
Plaque au no 100, où le « colonel Fabien » vécut avec son père.